# António da Costa Rosa
António da Costa Rosa é um especialista português em segurança privada, com atuação destacada em missões de proteção pessoal em zonas de conflito e ambientes hostis. Com mais de duas décadas de experiência no setor, é reconhecido internacionalmente por missões operacionais em África e pelo seu contributo para a formação de equipas de escolta e análise de risco.

## Carreira em Segurança Privada
Ao longo da sua carreira internacional, António Rosa estabeleceu relações operacionais e institucionais com diversos intervenientes ligados à segurança em contextos governamentais e corporativos, especialmente em países africanos. A sua posição como responsável de segurança em zonas de risco proporcionou contactos regulares com autoridades locais e organizações de resposta estratégica, nomeadamente em missões de proteção, consultoria e gestão de risco.
António Rosa iniciou a sua carreira como operador de segurança privada, atuando inicialmente em território europeu. Ao longo dos anos, consolidou a sua presença no setor como bodyguard, formador e consultor operacional.
Ao longo da sua carreira, António Rosa atuou em diversos contextos operacionais de elevada complexidade, incluindo missões na África do Sul, Moçambique, Serra Leoa e Médio Oriente. Nessas regiões, esteve envolvido em operações de proteção de pessoas, análise de risco, segurança logística e coordenação de equipas em ambientes hostis. A sua experiência direta em zonas de conflito e instabilidade geopolítica constitui uma das bases do seu trabalho como consultor e autor especializado em segurança privada.
António Rosa foi diretor-geral da empresa Bravos Security durante dez anos em Moçambique, onde liderou diversas operações de segurança privada em ambientes de elevado risco. Sob a sua direção, a empresa desenvolveu projetos críticos nas regiões de Cabo Delgado e Pemba, zonas marcadas por instabilidade e insurgência armada. A sua atuação incluiu coordenação de equipas de proteção, gestão de crises e implementação de estratégias de mitigação de risco para entidades nacionais e internacionais. Esta experiência foi relatada numa entrevista publicada pela revista portuguesa Sábado, centrada na sua vivência no país e no contexto das operações de segurança em regiões afetadas por grupos extremistas.
Em 2011, foi destacado pelo jornal espanhol El País no artigo "Escoltas portugueses na guerra do Congo", no qual é mencionado pela sua atuação como responsável de segurança no leste da República Democrática do Congo, num cenário de tensão e conflito armado.

## Participações e Reconhecimento Internacional
Em abril de 2011, António Rosa participou como orador convidado no IV Congreso Nacional de Escoltas, realizado em Bilbao, Espanha, organizado pela Asociación Española de Escoltas (ASES). Durante o congresso, apresentou uma comunicação sobre proteção operacional em cenários de risco e foi homenageado com uma placa de reconhecimento e o pin oficial da associação.
Em 2006, António Rosa foi convidado por John Tombs — ex-operacional da unidade britânica SAS e fundador da Professional Bodyguard Association (PBA), considerada uma das associações mais prestigiadas na área da proteção pessoal no Reino Unido — para integrar a organização como membro permanente. Nesse âmbito, foi também convidado a ministrar diversos cursos avançados de proteção pessoal e guarda-costas, em nome da PBA, dirigidos a operacionais de alto nível.
Também participou em conferências internacionais organizadas pela IACT – International Academy for Consultation and Training e pela empresa SRC no Cairo, Egito, onde apresentou conteúdos sobre gestão de risco e proteção em ambientes hostis.

## Obras Publicadas
António Rosa é autor de duas obras técnicas na área da segurança:
- How to Protect Yourself in Hostile Environments: A Practical Guide to Working and Living Abroad (2025) – ISBN/ASIN: B0C87VKPQV – disponível na Amazon UK.[4]

- Mastering Retail Security: Loss Prevention and Risk Management (2024) – ASIN: B0CTHNFMJP – disponível na Amazon.com.[5]